# タラ・ホイッテン
タラ・ホイッテン（Tara Whitten、1980年7月13日 - ）は、カナダ、トロント出身の女子自転車競技選手。

## 経歴
元はクロスカントリースキーの選手だった。
2008年に自転車競技へ転向。
- カナダ選手権
  - ポイントレースと個人追い抜きを優勝。

2009年
- 世界選手権・オムニアム2位。
- ロードレース カナダ選手権
  - 個人タイムトライアル優勝
- トラックワールドカップ
  - カリ - 団体追い抜き 優勝。

2010年
- トラック世界選手権
  -  ポイントレース 優勝
  -  オムニアム 優勝
- コモンウェルスゲームズ
  - 個人タイムトライアル 優勝
- トラックワールドカップ
  - メルボルン - 個人追い抜き 優勝。

2011年
- トラックワールドカップ
  - 北京 - オムニアム 優勝。
- トラック世界選手権
  -  オムニアム 優勝
- カナダ選手権 オムニアム 優勝
- ロード世界選手権 ITT 4位

2012年
- トラック世界選手権
  - 団体追抜 3位
- ロンドンオリンピック
  -  団体追抜 3位
  - オムニアム 4位